# Pieve di San Vittore (Salsomaggiore Terme)
La pieve di San Vittore, nota anche come pieve di Corticelle, era un luogo di culto cattolico dalle forme romaniche, situato nel piccolo borgo di San Vittore, frazione di Salsomaggiore Terme, in provincia di Parma e diocesi di Fidenza.

## Storia
Il luogo di culto fu edificato in epoca medievale; l'Ecclesia de Corticella fu menzionata per la prima volta nel 1196 in una bolla del papa Celestino III.
Secondo alcune interpretazioni, il nome con cui la chiesa era conosciuta potrebbe derivare dal fatto che probabilmente in origine dipendeva dalla vicina pieve di Cella, da cui si sarebbe successivamente staccata; nel 1230 fu infatti citata nel Capitulum seu Rotulus Decimarum della diocesi di Parma quale plebs Cortecellis, senza tuttavia giurisdizione su alcuna cappella del circondario. Secondo altre ipotesi, invece, la denominazione sarebbe dovuta al fatto che era compresa in una delle piccole corti in cui era all'epoca suddiviso il territorio.
Nel 1299 l'ecclesia Sancti Victoris de Cortecellis fu menzionata nella Ratio Decimarum tra i luoghi di culto dipendenti direttamente dal vescovo di Parma, pur trovandosi all'esterno della città.
Verso la fine del XIV secolo la pieve si staccò dalla giurisdizione parmigiana avvicinandosi a quella prepositurale borghigiana.
Intorno alla metà del XV secolo il tempio romanico fu ampliato e risistemato.
Nel 1601 la chiesa fu aggregata alla nuova diocesi di Borgo San Donnino.
Nel 1949 l'antico luogo di culto medievale crollò. Nel 1955 furono avviati i lavori di costruzione di una nuova chiesa ad alcune decine di metri di distanza; il tempio neoromanico, progettato dall'architetto Giuseppe Botti, fu completato due anni dopo; al suo interno furono ricollocate la pala d'altare raffigurante la Madonna col Bambino e san Vittore, dipinta nel 1731 da Giovanni Battista Tagliasacchi, e una statua settecentesca in legno rappresentante San Giuseppe.

## Descrizione

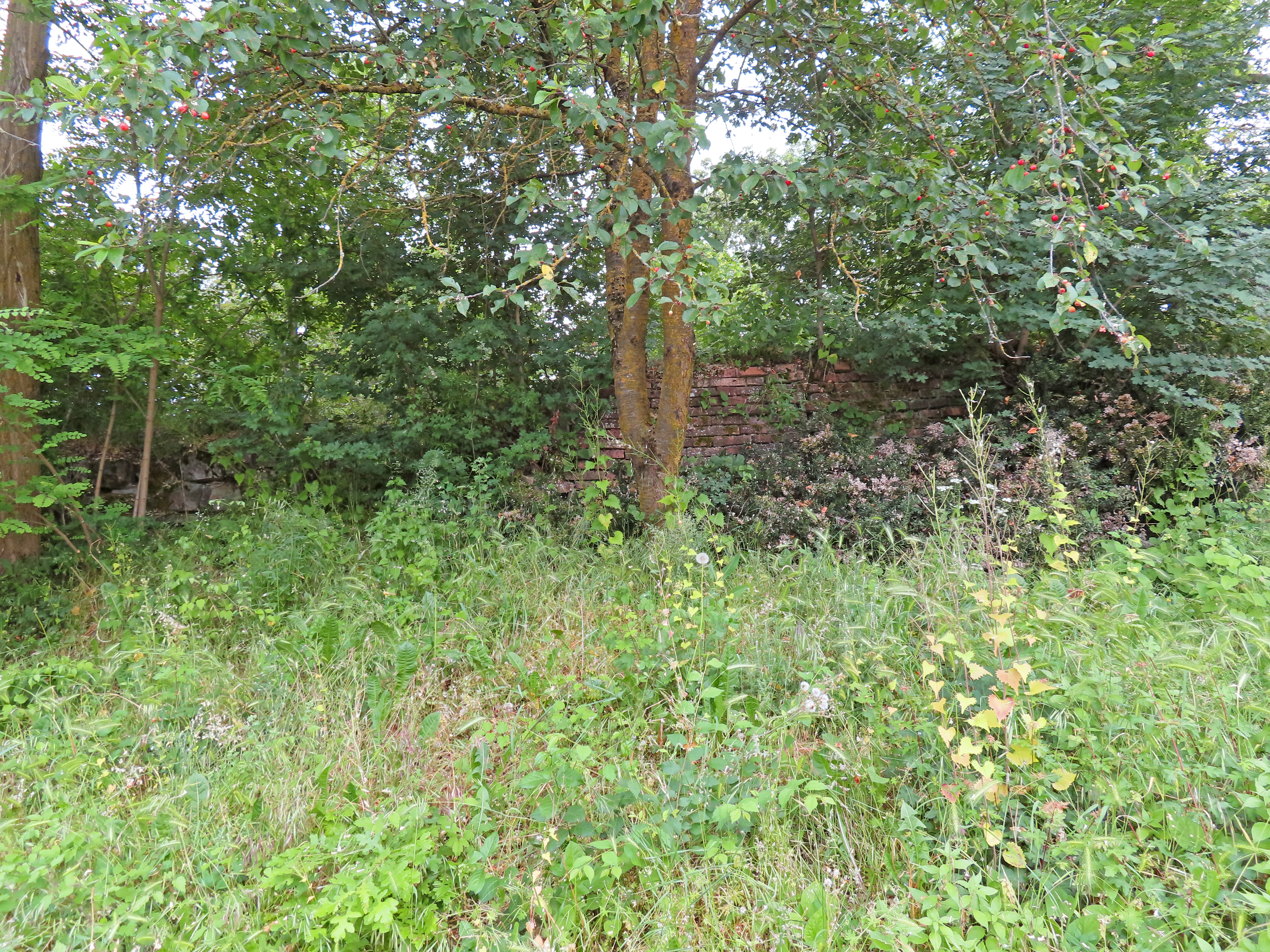
Ruderi

Dell'antica pieve si conservano solo pochi ruderi del campanile in pietra a base quadrata, che emergono dalla scarpata a lato della strada provinciale.